# Розовый налог

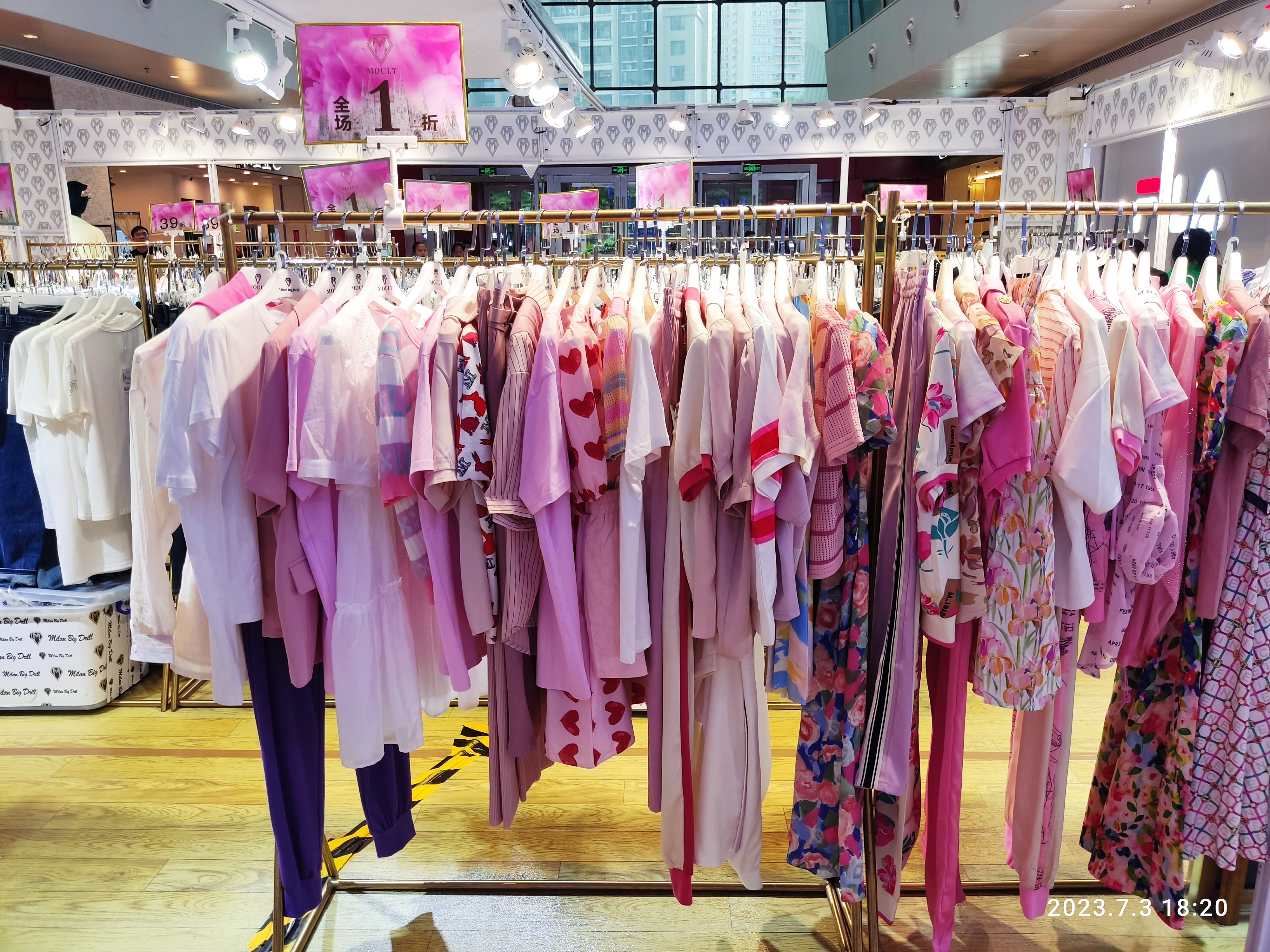
Женская розовая одежда в магазине в КНР

«Розовый налог» или «налог на розовое» (англ. Pink tax) — увеличение цен на товары и услуги, предназначенные для женщин, по сравнению с аналогичными товарами и услугами для мужчин.
Впервые этой проблемой занялось одно исследовательское бюро в Калифорнии, которое в начале 1990-х годов подсчитало, что женские стрижки, как правило, дороже мужских, а химчистки брали в среднем на 2 доллара больше за стирку женской рубашки, чем за стирку мужской. За год, как показали расчёты, женщины тратили на тот же набор товаров и услуг на 1351 доллар больше мужчин.
Проведенное в 2022 году исследование американского издания The Balance показало, что продукты для тела (бритвы, шампуни, гели для душа и т. п.) обходятся женщинам в среднем на 13 % дороже, чем мужчинам.
Однако некоторые изменения в этом вопросе всё же происходят: например, в середине 2010-х годов в США женские джинсы Levi’s 501 стоили на 23 % дороже мужских, а к 2022 году их цена уравнялись.
Что касается России, то в 2017 году президент торгово-промышленной палаты России Сергей Катырин оценивал величину «розового налога» по определённым категориям товаров в 10—15 %.
«Розовый налог» связан с различными причинами. Что касается, например, одежды, то для женщин обычно нужно больше фасонов, цветов и вариантов декора, поэтому товарные партии становятся маленькими, а цена товара растет. Также женская одежда может стоить дороже мужской из-за более сложного кроя, деликатных тканей, обилия фурнитуры и т. п.
Наконец, в обществе есть свои представления о том, как должна выглядеть женщина, и это требует от неё бо́льших затрат на одежду, косметику, стрижку и т. п., чем от мужчины. Лишь небольшая доля мужчин (обычно богатых) много тратят на поддержание своего привлекательного внешнего вида, тогда как для большинства женщин любого уровня достатка это является обычным.
Иногда с «розовым налогом» пытаются бороться законодательными мерами. Так, в 2020 году в штате Нью-Йорк по инициативе губернатора Эндрю Куомо был принят закон о запрете ценовой дискриминации женщин при продаже предметов гигиены и косметики, парикмахерских услуг, услуг маникюрных салонов.
Цены некоторых групп товаров для мужчин бывают стабильно выше цен аналогичных товаров для женщин («голубой налог»), однако таких категорий товаров в исследованиях выявляют в семь раз меньше, чем с розовым налогом.